# Holger Stanislawski
Holger Stanislawski (Hamburg, 26 september 1969) is een Duits voetbalcoach en voormalig betaald voetballer.

## Carrière als speler
Stanislawski speelde vanaf 1993 in het eerste elftal van FC St. Pauli, de op een na grootste club van zijn geboortestad Hamburg. Hij speelde zich al snel in de basis van de club en die plek zou hij niet meer uit handen geven tot zijn afscheid bij St. Pauli. Dat was namelijk elf jaar later, toen hij in 2004 besloot een punt te zetten achter zijn actieve loopbaan.

## Carrière als trainer
Na zijn carrière als speler richtte Stanislawski zich op het trainer van de jeugd van FC St. Pauli. Op 22 november 2006 werd hij aangesteld als interim hoofdtrainer van de club. Op 27 juni 2008 keerde hij terug in die rol, terwijl hij ook zijn trainersdiploma haalde. Vanaf dat moment was hij fulltime eindverantwoordelijke bij de club. Aan het eind van het seizoen 2010/11 liet Stanislawski Hamburg achter zich om TSG 1899 Hoffenheim te gaan trainen, waar hij op 19 april 2011 een contract had getekend. Op 9 februari 2012 werd echter besloten uit elkaar te gaan. Drie maanden later, op 14 mei, werd hij aangesteld als trainer van 1. FC Köln. Op 19 mei 2013 werd hij ontheven uit zijn functie in Keulen, waar hij werd opgevolgd door de Oostenrijkse oud-international Peter Stöger.